# Numero di Richardson
Il numero di Richardson (Ri) è un gruppo adimensionale utilizzato in fluidodinamica e in idrodinamica che esprime il rapporto tra l'energia potenziale e l'energia cinetica di un fluido o tra forze di galleggiamento e forze inerziali, misurando così l'importanza dell'effetto gravitazionale sul moto dei fluidi.
Porta il nome del fisico inglese Lewis Fry Richardson (1881-1953).

## Definizione matematica
È definito come:
{\displaystyle Ri={gL\Delta T\beta  \over u^{2}}}
dove:
- g rappresenta l'accelerazione di gravità;
- {\displaystyle {\Delta T}} è la differenza di temperatura;
- {\displaystyle {\beta }} rappresenta la dilatazione termica;
- L è una lunghezza caratteristica del fenomeno considerato;
- u è una velocità caratteristica del fenomeno considerato.

## Correlazione con altri numeri adimensionali
Può essere anche espresso in funzione del più noto numero di Froude interno:
{\displaystyle Ri={1 \over Fr_{i}^{2}}}
in cui Fri è il numero di Froude interno.
Inoltre il numero di Richardson può essere espresso in funzione dei numeri di Reynolds e Grashof:
{\displaystyle Ri={Gr \over Re^{2}}}
in cui Re è il numero di Reynolds e Gr rappresenta il numero di Grashof.

## Applicazioni
Viene spesso utilizzato nello studio dei liquidi nel caso di una forte stratificazione della colonna di fluido.
Infatti per Ri>1 la stratificazione è molto forte, di conseguenza qualsiasi perturbazione viene smussata e la turbolenza non ha modo di evolvere.

## Interpretazione fisica
Se il numero di Richardson è molto minore di uno, gli effetti gravitazionali risultano essere trascurabili. Se Ri è invece molto superiore dell'unità gli effetti gravitazionali sono predominanti e quindi l'energia cinetica è insufficiente per "omogeneizzare" il fluido.